# Fabriek voor Chemicaliën en Verfstoffen
De Fabriek voor Chemicaliën en Verfstoffen was een fabriek in de Nederlandse stad Roermond, gelegen aan Molenweg 10.

## Geschiedenis
De fabriek werd opgericht in 1869 door de uit Aken afkomstige Albert Haagen. De oorspronkelijke gebouwen, uit 1876, gingen door brand en overstroming in 1880 verloren, waarna nieuwe gebouwen werden neergezet. In 1890 was het bedrijf zozeer gegroeid dat vreemd kapitaal moest worden aangetrokken. De naam werd dienovereenkomstig veranderd in N.V. Chemische Fabriek v/h Dr. A. Haagen. Jonkheer Louis Michiels van Kessenich werd president-commissaris. Er ontstond frictie tussen de raad van commissarissen en oprichter Haagen, die in 1896 werd geschorst en ontslag nam.
De fabriek leverde pigmenten en had in 1925 ongeveer 85 medewerkers in dienst. Vanaf 1936 werden ook metaalzepen vervaardigd, die toegepast werden in de verf-, de rubber- en de papierindustrie. In 1950 startte men met de productie van stabilisatoren voor de pvc-fabricage en in 1959 werd de fabriek onderdeel van Billiton. Hierop volgde een reorganisatie. In 1967 werd de pigmentproductie verplaatst naar de vestiging van Remmert-Holland in Apeldoorn. In 1972 werd het bedrijf verkocht aan het Britse Harrisons & Crossfield Ltd. De naam van het Roermondse bedrijf werd Haagen Chemie B.V. In 1993 werd het een joint venture tussen Harrisons en AKZO. De fabriek in Roermond heette voortaan Akcros Chemicals. In 1997 werd de productie van pvc-stabilisatoren naar Duitsland verplaatst en in 2000 sloot de Roermondse vestiging om verplaatst te worden naar het naburige Herten. De gebouwen werden gesloopt, op een productiegebouw (1890) en een schoorsteen na.
Het terrein werd herontwikkeld, maar in 2005 werd een ernstige bodemvervuiling herontdekt.